# محمود بن الحسن الوراق
أبو الشبل محمود بن الحسن الوراق (؟ - ~230هـ/844م) شاعر عربي من العصر العباسي الأوَّل.

## سيرته
ولِدَ محمود بن الحسن في مدينة الكوفة، وانتقل في سنٍّ صغيرة إلى البصرة، وهناك كانت نشأته، وهو في الأصل مولى بني زهرة، ولا يُعرَف عرقه بالتحديد. عمل محمود في الوراقة، ومن هذه المهنة اكتسب لقبه، بالإضافة إلى عمله في النخاسة. أحبَّ محمود إحدى جواريه، واسمها "سَكَن"، مشهورة بجمالها، واضطر بعد أن أفلس إلى التخلِّي عنها، وعندما شارفت على الرحيل قالت له: «أهذا آخر أمري وأمرك، اخترت علي مائة ألف درهم؟»، فردَّ عليها محمود: «أفتجلسين على الفقر؟»، فوافقت، ثُمَّ تزوَّجها، وظلت إلى جانبه حتى وفاته. عمَّر محمود عمراً طويلاً، وتُوفِّي في عام 230هـ.

## شعره
كان محمود بن الحسن شاعر مُكثِر، ولكنَّ شعره فُقِد، ولم يصل منه سوى جزء من ديوانه. في بداية حياته سلك محمود طريق الخمر والانحراف، وكان أكثر شعره في اللهو والعبث، ولكنَّه تاب بعد ذلك، وتحوَّلت قصائده إلى شعر الزهد والحكمة، ويُعدُّ من أبرز الشعراء في هذا المجال. في العصر الحديث اعتنى بشعره عدد من الباحثين والأدباء، وطُبِع ديوانه أكثر من مرةٍ، أوَّلها في عام 1969 في بغداد بتحقيق عدنان العبيدي، ثُمَّ طُبِع مرة أخرى في 1983 في بيروت بتحقيق محمد زهدي يكن، والطبعة الثالثة في 2000 في بيروت أيضاً بتحقيق وليد قصاب.